# Scutiger wanglangensis
Espèce
Scutiger wanglangensis est une espèce d'amphibiens de la famille des Megophryidae.

## Répartition
Cette espèce est endémique du Nord de la province du Sichuan en République populaire de Chine.

## Publication originale
- Ye & Fei, 2007 : A new species of Megophryidae Scutiger (Scutiger) wanglangensis from Sichuan, China (Amphibia, Anura). Herpetologica Sinica, vol. 11, p. 33-37.